# Cute

Logo van de groep

Cute, gestileerd als °C-ute (℃-ute, Kyūto), is een populaire Japanse meidengroep geproduceerd door de songwriter en muziekproducer Tsunku. De groep maakt deel uit van Hello! Project. Op dit moment bestaat Cute uit vijf tienermeisjes.
Cute is een Engels woord voor schattig.
Cute werd opgericht in 2005 en heeft sindsdien 7 albums en meer dan 20 singles uitgebracht. Al hun major label singles hebben in de top 10 van de wekelijkse Oricon-hitlijst gedebuteerd.
*Behalve de singles die voor een beperkte distributie vrijgegeven waren.

## Geschiedenis
Cute wordt in 2005 gevormd uit de zeven meisjes van Hello! Project Kids. In 2006 werd Kanna Arihara van Hello! Project Eggs toegevoegd.
Begin 2007 verscheen hun officiële debuut-single "Sakura Chirari" op het label Zetima. Datzelfde jaar nog ontving Cute de Japan Record Award voor Beste Nieuwkomer van het Jaar, een van de prijzen die zijn toegekend bij de Japan Record Awards-ceremonie op 30 december.
In 2008 was de band genomineerd voor de Grand Prix van Japan Record Awards, de belangrijkste muziekprijs in Japan.

## Leden

### Huidige leden
| Naam                      | Geboortedatum   | Prefectuur van herkomst | Lidkleur*   | Opmerkingen             |
| ------------------------- | --------------- | ----------------------- | ----------- | ----------------------- |
| Maimi Yajima (矢島 舞美)  | 7 januari 1992  | Saitama                 | Rood        | Leider                  |
| Saki Nakajima (中島 早貴) | 5 februari 1994 | Saitama                 | Hemelsblauw |                         |
| Airi Suzuki (鈴木 愛理)   | 12 april 1994   | Chiba (geboren in Gifu) | Lichtroze   | Gelijktijdig met Buono! |
| Chisato Okai (岡井 千聖)  | 21 juni 1994    | Saitama                 | Groen       |                         |
| Mai Hagiwara (萩原 舞)    | 7 februari 1996 | Saitama                 | Geel        |                         |

* Alle kleurwaarden zijn bij benadering.

### Oud-leden
- Megumi Murakami (村上 愛, ; geboren 6 juni 1992 in de prefectuur Saitama)
- Kanna Arihara (有原 栞菜, ; geboren 15 juni 1993 in Yokohama, Kanagawa)
- Erika Umeda (梅田 えりか, ; geboren 24 mei 1991 in Minami-ku, Yokohama, Kanagawa)

## Discografie

### Singles
| Titel                                                                           | Verschijningsdatum | Hoogste positie Oricon Weekly Singles Chart |
| ------------------------------------------------------------------------------- | ------------------ | ------------------------------------------- |
| Onafhankelijk label                                                             |                    |                                             |
| "Massara Blue Jeans" (まっさらブルージーンズ)                                   | 6 mei 2006         | —                                           |
| "Soku Dakishimete" (即 抱きしめて)                                              | 3 juni 2006        | —                                           |
| "Ōkina Ai de Motenashite" (大きな愛でもてなして)                                | 9 juli 2006        | —                                           |
| "Wakkyanai (Z)" (わっきゃない(Ｚ))                                              | 29 juli 2006       | —                                           |
| Major label                                                                     |                    |                                             |
| "Sakura Chirari" (桜チラリ)                                                     | 21 februari 2007   | 5                                           |
| "Meguru Koi no Kisetsu" (めぐる恋の季節)                                        | 11 juli 2007       | 5                                           |
| "Tokaikko Junjō" (都会っ子 純情)                                                | 17 oktober 2007    | 3                                           |
| "LALALA Shiawase no Uta" (ＬＡＬＡＬＡ 幸せの歌)                                | 27 februari 2008   | 6                                           |
| "Koero! Rakuten Eagles" (越えろ!楽天イーグルス)                                 | 20 maart 2008      | —                                           |
| "Namida no Iro" (涙の色)                                                        | 23 april 2008      | 4                                           |
| "Edo no Temari Uta II" (江戸の手毬唄Ⅱ)                                          | 30 juli 2008       | 5                                           |
| "FOREVER LOVE" (ＦＯＲＥＶＥＲ ＬＯＶＥ)                                        | 26 november 2008   | 5                                           |
| "Bye Bye Bye!" (Ｂｙｅ Ｂｙｅ Ｂｙｅ！)                                         | 15 april 2009      | 4                                           |
| "Shochū Omimai Mōshiagemasu" (暑中お見舞い申し上げます)                         | 1 juli 2009        | 5                                           |
| "EVERYDAY Zekkōchō!!" (ＥＶＥＲＹＤＡＹ絶好調！！)                              | 16 september 2009  | 2                                           |
| "SHOCK!" (ＳＨＯＣＫ！)                                                         | 6 januari 2010     | 5                                           |
| "Campus Life ~Umarete Kite Yokatta~" (キャンパスライフ～生まれて来てよかった～) | 28 april 2010      | 5                                           |
| "Dance de Bakōn!" (Ｄａｎｃｅでバコーン！)                                      | 25 september 2010  | 8                                           |
| "Akuma de Cute na Seishun Graffiti" (アクマでキュートな青春グラフィティ)        | 13 oktober 2010    | —                                           |
| "Aitai Lonely Christmas" (会いたいロンリークリスマス)                           | 1 december 2010    | 6                                           |
| "Kiss me Aishiteru" (Kiss me 愛してる)                                          | 23 februari 2011   | 4                                           |
| "Momoiro Sparkling" (桃色スパークリング)                                        | 25 mei 2011        | 6                                           |
| "Sekaiichi HAPPY na Onna no Ko" (世界一ＨＡＰＰＹな女の子)                      | 7 september 2011   | 6                                           |
| "Kimi wa Jitensha Watashi wa Densha de Kitaku" (君は自転車 私は電車で帰宅)      | 18 april 2012      | 3                                           |
| "Aitai Aitai Aitai na" (会いたい 会いたい 会いたいな)                           | 5 september 2012   | 4                                           |
| "Kono Machi" (この街)                                                           | 6 februari 2013    | 4                                           |

### Albums
| Titel                                                                                                 | Verschijningsdatum | Hoogste positie Oricon Weekly Albums Chart |
| --- | ------------------ | ------------------------------------------ |
| Cutie Queen VOL. 1 (キューティークイーン ＶＯＬ．１)                                                  | 25 oktober 2007    | 15                                         |
| 2 mini ~Ikiru to Iu Chikara~ (②ｍｉｎｉ ～生きるという力～)                                           | 17 april 2007      | 21                                         |
| 3rd ~LOVE Escalation!~ (３ｒｄ～ＬＯＶＥ エスカレーション！～)                                        | 12 maart 2008      | 10                                         |
| 4 Akogare My STAR (④憧れＭｙＳＴＡＲ)                                                                 | 28 januari 2009    | 13                                         |
| °C-ute Nan Desu! Zen Single Atsumechaimashita! 1 (℃－ｕｔｅなんです！全シングル集めちゃいましたっ！①) | 18 november 2009   | 17                                         |
| Shocking 5 (ショッキング５)                                                                           | 24 februari 2010   | 25                                         |
| Chō WONDERFUL! 6 (超WONDERFUL!6)                                                                      | 6 april 2011       | 20                                         |
| Dai Nana Shō "Utsukushikutte Gomen ne" (第七章「美しくってごめんね」)                                 | 8 februari 2012    | 15                                         |
| 2 Cute Shinseinaru Best Album (②℃-ute神聖なるベストアルバム)                                          | 21 november 2012   |                                            |

## Videografie

### Muziekvideo's
| Single nr.          | Titel                                                     |
| ------------------- | --------------------------------------------------------- |
| Onafhankelijk label |                                                           |
| 1                   | "Massara Blue Jeans"                                      |
| 2                   | "Soku Dakishimete"                                        |
| 3                   | "Ōkina Ai de Motenashite"                                 |
| 4                   | "Wakkyanai (Z)" (Live Version)                            |
| Major label         |                                                           |
| 1                   | "Sakura Chirari"                                          |
| 2                   | "Meguru Koi no Kisetsu"                                   |
| 3                   | "Tokaikko Junjō"                                          |
| 4                   | "LALALA Shiawase no Uta"                                  |
| —                   | "Koero! Rakuten Eagles" (°C-ute Ver.)                     |
| 5                   | "Namida no Iro"                                           |
| 6                   | "Edo no Temari Uta II"                                    |
| 7                   | "FOREVER LOVE"                                            |
| 8                   | "Bye Bye Bye!"                                            |
| 9                   | "Shochū Omimai Mōshiagemasu"                              |
| 10                  | "EVERYDAY Zekkōchō"                                       |
| 11                  | "SHOCK!"                                                  |
| —                   | "Shigatsu Sengen"                                         |
| 12                  | "Campus Life ~Umarete Kite Yokatta~"                      |
| 13                  | "Dance de Bakōn"                                          |
| 14                  | "Aitai Lonely Christmas"                                  |
| 15                  | "Kiss me Aishiteru"                                       |
| 16                  | "Momoiro Sparkling"                                       |
| 17                  | "Sekaiichi HAPPY na Onna no Ko"                           |
| —                   | "Amazuppai Haru ni Sakura Saku" van Berryz Kobo × °C-ute  |
| —                   | "Busu ni Naranai Tetsugaku" van Hello! Project Mobekimasu |
| —                   | "Yuke! Genki-kun" van Mai Hagiwara                        |
| 18                  | "Kimi wa Jitensha Watashi wa Densha de Kitaku"            |
| —                   | "Chō HAPPY SONG" van Berryz Kobo × °C-ute                 |

## Prijzen
De belangrijkste prijzen die de band heeft gewonnen
| Jaar | Genomineerd voor       | Gebeurtenis         | Award                | Resultaat   |
| ---- | ---------------------- | ------------------- | -------------------- | ----------- |
| 2007 | "Tokaikko Junjō"       | Japan Record Awards | Nieuwe Artiest       | Gewonnen    |
| 2007 | "Tokaikko Junjō"       | Japan Record Awards | Beste Nieuwe Artiest | Gewonnen    |
| 2008 | "Edo no Temari Uta II" | Japan Record Awards | Gold Award           | Gewonnen    |
| 2008 | "Edo no Temari Uta II" | Japan Record Awards | Grand Prix           | Genomineerd |